# Кампиноски национален парк
Кампиноският национален парк (на полски: Kampinoski Park Narodowy) е един от 23-те национални парка в Полша. Разположен е в централната част на страната, в границите на Мазовско войводство, непосредствено до столицата Варшава. Обхваща терени от Кампиноската гора, в западния дял на Варшавската котловина. Парковата администрация се намира в село Изабелин.
Създаден е на 16 януари 1959 година, с наредба на Министерския съвет. Първоначално заема площ от около 40 700 хектара. През 1997 година територията му е намалена до 38 544,33 хектара и е създадена буферна зона с площ 37 756,49 хектара.

## Фотогалерия
- Блато
- Лос в парка
- Сиви жерави
- Кромнов канал
- Река „Лашѝца“